# Mitropacup 1955
De Mitropacup 1955 was de 15e editie, en het eerste naoorlogse seizoen, uitgezonderd de intermezzo van de Centropa Cup in 1951, van deze internationale beker en voorloper van de huidige Europacups.
Vörös Lobogo was de derde Hongaarse club, na Ferencvárosi TC en Újpest FC, die deze cup wist te winnen.

 Voorronde 
| Winnaar            | Land                           | Uitslagen       | Land                | Verliezer   |
| ------------------ | ------------------------------ | --------------- | ------------------- | ----------- |
| Vörös Lobogo       | Vlag van Hongarije (1949-1956) | 3-3 , 2-2 , 5-1 | Vlag van Oostenrijk | Wacker Wien |
| Vojvodina Novi Sad | Vlag van Joegoslavië           | 4-1 , 5-4       | Vlag van Italië     | AS Roma     |

 Kwart finale 
| Winnaar           | Land                           | Uitslagen | Land                 | Verliezer          |
| ----------------- | ------------------------------ | --------- | -------------------- | ------------------ |
| Vörös Lobogo      | Vlag van Hongarije (1949-1956) | 6-0 , 2-3 | Vlag van Joegoslavië | Hajduk Split       |
| ÚDA Praag         | Vlag van Tsjecho-Slowakije     | 4-2 , 3-0 | Vlag van Italië      | Bologna FC 1909    |
| Honvéd Boedapest  | Vlag van Hongarije (1949-1956) | 5-2 , 5-4 | Vlag van Oostenrijk  | Wiener Sport-Club  |
| Slovan Bratislava | Vlag van Tsjecho-Slowakije     | 0-0 , 3-0 | Vlag van Joegoslavië | Vojvodina Novi Sad |

 Halve finale 
| Winnaar      | Land                           | Uitslagen       | Land                           | Verliezer         |
| ------------ | ------------------------------ | --------------- | ------------------------------ | ----------------- |
| Vörös Lobogo | Vlag van Hongarije (1949-1956) | 2-5 , 5-1       | Vlag van Hongarije (1949-1956) | Honvéd Boedapest  |
| ÚDA Praag    | Vlag van Tsjecho-Slowakije     | 0-0 , 2-2 , 2-1 | Vlag van Tsjecho-Slowakije     | Slovan Bratislava |

 Finale 
| WINNAAR      | Land                           | Uitslagen | Land                       | FINALIST  |
| ------------ | ------------------------------ | --------- | -------------------------- | --------- |
| Vörös Lobogo | Vlag van Hongarije (1949-1956) | 6-0 , 2-1 | Vlag van Tsjecho-Slowakije | ÚDA Praag |

1927 · 1928 · 1929 · 1930 · 1931 · 1932 · 1933 · 1934 · 1935 · 1936 · 1937 · 1938 · 1939 · 1940 · 1951 · 1955 · 1956 · 1957 · 1958 · 1959 · 1960 · 1961 · 1962 · 1963 · 1964 · 1965 · 1966 · 1967 · 1968 · 1969 · 1970 · 1971 · 1972 · 1973 · 1974 · 1975 · 1976 · 1977 · 1978 · 1980 · 1981 · 1982 · 1983 · 1984 · 1985 · 1986 · 1987 · 1988 · 1989 · 1990 · 1991 · 1992